# Rachel Komisarz
Rachel Komisarz (* 5. Dezember 1976 in Detroit) ist eine US-amerikanische Schwimmerin.

## Werdegang
Sie lebt mit ihrem Mann, dem Bodybuilder Jeff Baugh, in Louisville, Kentucky. Dort ist sie Teil des Lakeside Swim Teams, wo sie von Mike DeBoor trainiert wird.
Ihren ersten großen Erfolg erreichte sie mit der 4 × 200-m-Freistilstaffel bei den Schwimmweltmeisterschaften 2003 in Barcelona, wo sie Weltmeisterin wurde. Bei den Olympischen Sommerspielen 2004 in Athen schwamm sie im Vorlauf für die 4 × 200-m-Freistilstaffel, die im Finale dann in Weltrekordzeit olympisches Gold holte und im Vorlauf für die 4 × 200-m-Lagenstaffel, die im Finale den zweiten Platz belegte.
Die größten internationalen Erfolge feierte sie bei den Kurzbahnweltmeisterschaften 2008 in Manchester, wo sie die Goldmedaille mit der 4 × 100-m-Lagenstaffel holte. Außerdem wurde sie Vize-Weltmeisterin über die 100 m Schmetterling, womit sie auch bei einer Einzelentscheidung ihre Klasse unter Beweis stellte. Bei den US-Olympiatrials 2008 konnte sie sich als Drittplatzierte über die 100 m Schmetterlingsdistanz nicht entscheidend durchsetzen. Sie schwamm um 76 Hundertstel langsamer als bei ihrer persönlichen Bestleistung in Atlanta im Vorjahr und musste somit Christine Magnuson und Elaine Breeden das Olympiaticket überlassen.

## Rekorde

### Persönliche Rekorde

#### Zeichenerklärung
- AR – Amerikarekord

#### Langbahn
- 50 m Schmetterling – 00:26,41 (31. März 2007 in Melbourne)
- 100 m Schmetterling – 00:57,60 (2. Dezember 2007 in Atlanta)

#### Kurzbahn
- 50 m Schmetterling – 00:25,70 AR (11. April 2008 in Manchester)
- 100 m Schmetterling – 00:56,32 AR (13. April 2008 in Manchester)

### Internationale Rekorde
| Weltrekorde (1)                                                  | Weltrekorde (1) | Weltrekorde (1) | Weltrekorde (1) | Weltrekorde (1) | Weltrekorde (1) |
| ---------------------------------------------------------------- | --------------- | --------------- | --------------- | --------------- | --------------- |
| 4 × 100 m Lagen (mit Hoelzer, Hardy und Denby) (Kurzbahn)        | 03:51,36 min    | 11. April 2008  | Manchester      |                 |                 |
| Amerikarekorde (5)                                               |                 |                 |                 |                 |                 |
| 50 m Schmetterling (Kurzbahn)                                    | 00:25,70 min    | 11. April 2008  | Manchester      |                 |                 |
| 100 m Schmetterling (Kurzbahn)                                   | 00:56,32 min    | 13. April 2008  | Manchester      |                 |                 |
| 4 × 100 m Freistil (mit Hardy, Silver und Denby) (Kurzbahn)      | 03:34,96 min    | 12. April 2008  | Manchester      |                 |                 |
| 4 × 200 m Freistil (mit Descenza, Reilly und Hoelzer) (Kurzbahn) | 07:45,58 min    | 9. April 2008   | Manchester      |                 |                 |
| 4 × 100 m Lagen (mit Hoelzer, Hardy und Denby) (Kurzbahn)        | 03:51,36 min    | 11. April 2008  | Manchester      |                 |                 |
| U.S. Open Rekorde (1)                                            |                 |                 |                 |                 |                 |
| 4 × 200 m Freistil (mit Vollmer, Benko und Sandeno) (Kurzbahn)   | 07:47,72 min    | 7. Oktober 2004 | Indianapolis    |                 |                 |
| (Stand: 12. Juli 2008)                                           |                 |                 |                 |                 |                 |